# Zentralgebäude (Leuphana)
Das Zentralgebäude der Leuphana Universität Lüneburg ist ein im Jahre 2017 fertiggestelltes Gebäude auf dem zentralen Campus der Universität in Lüneburg. Das Gebäude wurde vom Architekten Daniel Libeskind entworfen.

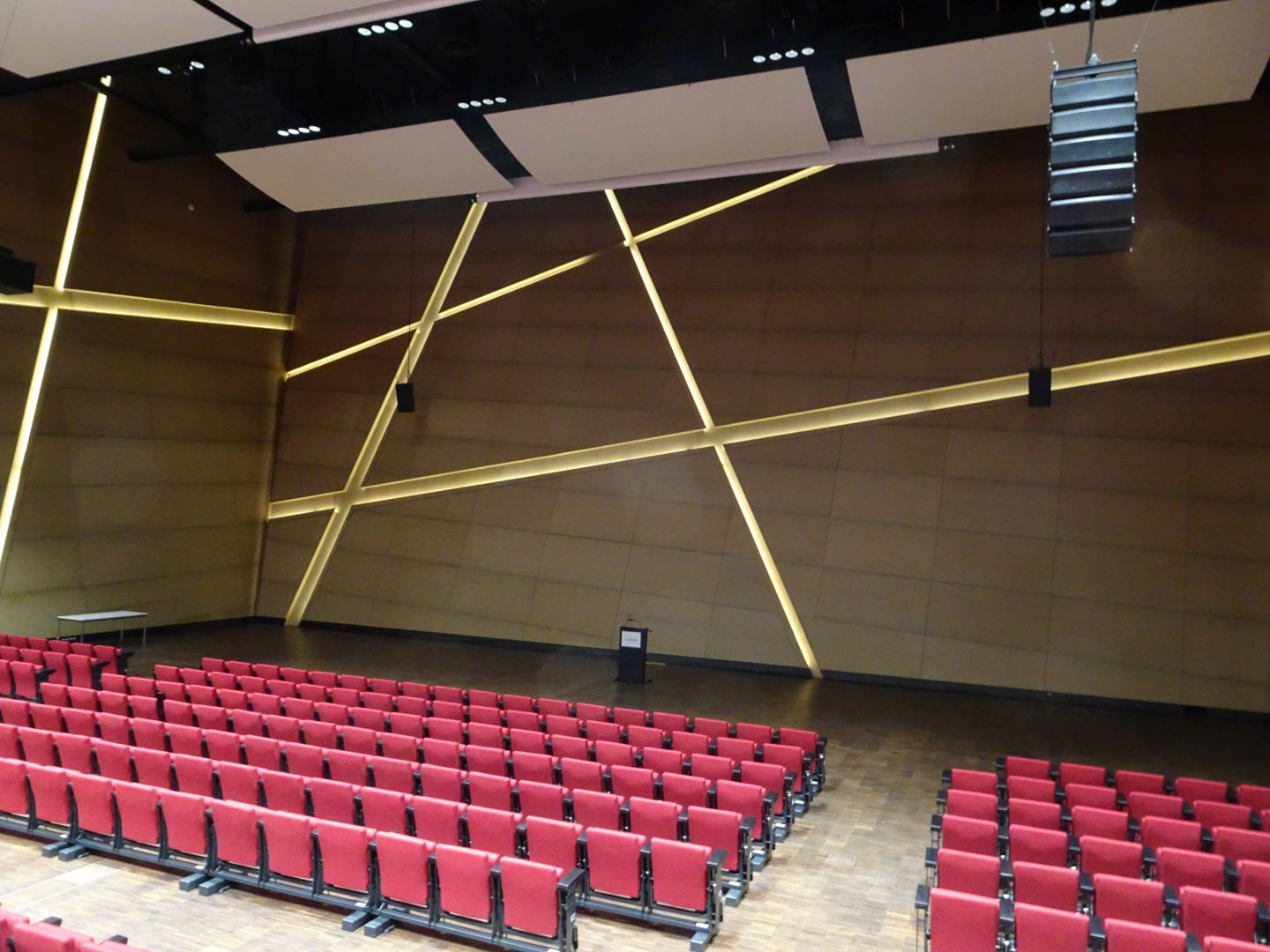
Audimax innerhalb des Zentralgebäudes

Am 19. Dezember 2007 stellten die Hochschulleitung und der niedersächsische Wissenschaftsminister Lutz Stratmann (CDU) das Projekt vor und gaben den Startschuss für die weiteren Planungsarbeiten. Neben einem Audimax entstanden Räumlichkeiten für ein Forschungszentrum, studentische Arbeitsplätze und Seminarräume sowie eine Cafeteria. Das Gebäude sollte nach ursprünglichen Planungen 57,7 Millionen Euro (Stand 2011) kosten, verteuerte sich erst auf 64,7 Millionen Euro (August 2012), dann auf 72,7 Millionen Euro (August 2013) und konnte nach Einschätzung der Oberfinanzdirektion bis zu 91 Millionen Euro (Stand Februar 2014) kosten.

## Entstehungsgeschichte
Zunächst sollte bis Ende 2014 das Gebäude im typischen Stil Daniel Libeskinds mit einer Höhe von 38 Metern und Platz für 1200 Menschen das Erkennungszeichen der Universität werden. Die Fertigstellung des Gebäudeteils Audimax war für Januar 2013 geplant, verzögerte sich aber. Die Gesamtfertigstellung verzögerte sich zunächst auf (Stand Mai 2013) am 31. August 2015, später auf Herbst 2015 (Stand August 2013) und weiter auf Ende 2016 (Stand April 2016). Die Inbetriebnahme erfolgte im ersten Quartal 2017. Am 11. März wurde das gesamte Gebäude, also nicht bloß das Audimax, mit einer Eröffnungsfeier eingeweiht.
Seit den ersten Planungen durch die Universitätsleitung um Präsident Sascha Spoun und Vizepräsident Holm Keller ist das Projekt in seiner Notwendigkeit, Dimension, Finanzierung und Nutzung umstritten. Vor allem wurde der Universitätsleitung und dem Stiftungsrat Intransparenz bei der Planung und den Kosten des Projektes vorgeworfen. Dies führte zu Ermittlungen der EU-Korruptionsbekämpfungsagentur EU OLAF 2013 und zum Einschreiten des Ministeriums für Wissenschaft und Kultur nach Prüfungen durch den Landesrechnungshof und der Oberfinanzdirektion.

### Planung, Private-Public-Partnership und Rechnungshofbericht
Mit der Wahl des Universitätspräsidenten Spoun im Jahr 2006 wurde ein Umbruch in der inhaltlichen Ausrichtung und der Selbstpräsentation der Universität Lüneburg eingeleitet. In diesem Zusammenhang stellte sich auch die Frage der Entwicklung der verschiedenen Universitätsstandorte in Lüneburg und Suderburg. Im Sommer 2007 nahm Daniel Libeskind den Ruf als nebenberuflicher Professor an der Leuphana Universität an. Seine Tätigkeit beschränkte sich nicht auf eine reine Lehrtätigkeit, sondern er legte in diesem Rahmen ebenfalls den ersten Entwurf eines neuen Zentralgebäudes vor. Dieser Entwurf wurde – so die Darstellung der Universität – in Zusammenarbeit mit Studierenden und Lehrenden der Universität weiterentwickelt. Ebenfalls im Sommer 2007 begann die Universität, mit allen Bereichen Gespräche über den zukünftigen Raumbedarf zu führen. Das Nachrichtenmagazin Der Spiegel nannte den Bau ein 2012 ein „Prestige-Projekt“ des Präsidenten Sascha Spoun und seines Stellvertreters Holm Keller. Die Leitung der Universität sieht das Gebäude als „Kernstück der Campusentwicklung für die Lüneburger Modell-Universität.“ 2009 drohte der Bau am Tierschutz zu scheitern: Ornithologen entdeckten auf dem Campus zwei Haubenlerchen-Pärchen, eine akut vom Aussterben bedrohte Vogelart. Jedoch handelt es sich um Randgebiete des eigentlichen Verbreitungsgebietes dieser Vogelart. Durch eine ausreichende Dachbegrünung bestehender Gebäude und Hörsäle am Campus plant die Universität, den Haubenlerchen-Bestand zu schützen.
Im September 2009 wandte sich die Landeskrankenhilfe Niedersachsen, die ein Grundstück in der Nähe hat, gegen den Bau: Das Audimax sei zu hoch, es fehle ein Stellplatzkonzept und zudem sei der Schutz vor Luftverunreinigung unzureichend. In einem Urteil des Verwaltungsgerichts Lüneburg wurden die Einwände abgelehnt.
2010 kündigte die Universität an, den Bau in Eigenregie zu errichten – ohne private Partner, ohne Hotel und ohne Parkplatz. Die Uni-Leitung konkretisierte zu diesem Zeitpunkt die Finanzierung: das Land Niedersachsen stellt 18,6 Millionen Euro, die Europäische Union 14 Millionen, die Stadt Lüneburg und Landkreis Lüneburg zusammen sieben Millionen und das Bundeswirtschaftsministerium mehr als zwei Millionen Euro. Hinzu kommen kleinere Geldgeber, wie die Kirchen.
Im Juli 2011 hatte der Landesrechnungshof einen vertraulichen Bericht fertiggestellt, der die Finanzierung des umstrittenen Audimax untersuchte. Das Papier des Landesrechnungshofs lag im August 2011 den Medien vor. Darin waren Wettbewerbsverstöße beim Bau des Zentralgebäudes beklagt worden. Der Landesrechnungshof erhob schwere Vorwürfe gegen die Leitung der Leuphana-Universität. Die Prüfer sahen neben den Wettbewerbsverstößen auch mögliche Verstöße gegen die Antikorruptionsrichtlinie des Landes Niedersachsen. Der Bericht stellte klar, dass das Zentralgebäude von der Firma Rheinzink GmbH aus Datteln im Rahmen eines Sponsoringvertrags zum Teil gratis mitgebaut würde. Zwischen dem Architekten Libeskind, Rheinzink und dem Universitäts-Vizepräsidenten Holm Keller bestand eine „enge privatwirtschaftliche Verbindung“ (Rechnungshof). Die taz unterstellte 2009, dass Keller, der an der Universität unter anderem für den Bau und die Finanzierung des Zentralgebäudes zuständig ist, die Ausschreibung im Jahr 2009 zum Vorteil von Geschäftsfreunden beeinflusst habe. Keller war Gründungsgesellschafter der Proportion GmbH aus Berlin. Diese Firma hatte im Auftrag von Libeskind die Designvillen des Architekten vermarktet. Für diese Villen wiederum baut Rheinzink die aufwändigen Fassaden. Ein Marketingvideo von Rheinzink aus dem Jahre 2009 zeigt Libeskind und Keller beim Richtfest für eine der Villen.
Der Rechnungshof kritisierte, dass so der Wettbewerb unterlaufen würde, und andere Lieferanten als Rheinzink „ausgeschaltet“ worden seien. Auch die Architektenkammer hatte sich über das Fehlen der verpflichtenden Ausschreibung für den Audimaxentwurf beklagt. Später sagte die damalige Wissenschaftsministerin Johanna Wanka, es sei „völlig korrekt“, Libeskind ohne Ausschreibung als „lokale Kompetenz einzubinden“. Libeskind lebt mit seiner Familie in Berlin und New York City, ist aber als nebenberuflicher Professor an der Leuphana Universität tätig.
Zu diesen Vorwürfen der Vetternwirtschaft und Korruption bei der Bauvergabe musste sich die damalige Niedersächsische Wissenschaftsministerin Johanna Wanka (CDU) in einer Fragestunde im niedersächsischen Landtag erklären. Wankas Ministerium beaufsichtigt den Bau und dessen Entwicklung und finanziert ihn teilweise mit. Wanka wies 2011 alle Anwürfe kategorisch zurück. Sie erklärte, die Opposition gehe „verleumderisch und denunziatorisch“ vor und alle Vorgänge beim Bau des Zentralgebäudes seien „völlig korrekt“ durchgeführt worden. Den Bericht des Landesrechnungshofes, auf den sich die Opposition stützte, gebe es gar nicht, erklärte Wanka mehrfach, da es sich bei dem Bericht um eine Vorabfassung handelte.

### Neubewertung ab 2013 und OLAF-Ermittlungen
Mit der neuen Landesregierung ab 2013 änderte sich auch der politische Umgang und die Bewertung der Vorgänge um das neue Zentralgebäude in Lüneburg. Das Wissenschaftsministerium prüfte erneut die Finanzierung und bezog den OLAF Bericht in ihre Bewertung ein. Die neue Wissenschaftsministerin Gabriele Heinen-Kljajic (Grüne) ging im August 2013 laut HAZ auf Distanz zu den Plänen der Uni-Spitze. Die gestiegenen Kosten schlugen ungewöhnlich früh zu Buche, sagte Heinen-Kljajic. Laut HAZ hatte sie Zweifel geäußert, dass die EU die Änderungen am Baukonzept absegnen werde. Dennoch wolle sich das Land nicht aus der Finanzierung zurückziehen. Der Uni-Vizepräsident Keller betonte, die Universität habe „ausreichend Vorsorge“ getroffen, um die Mehrkosten zu decken, sagte aber nicht wie. Bis Ende September 2013 sollte ein neues Finanzkonzept der Uni dem Hannoveraner Wissenschaftsministerium vorliegen, das dann wiederum bis Mitte November 2013 von Oberfinanzdirektion und Landesrechnungshof überprüft werden sollte.

### Neues Finanzierungs- und Nutzungskonzept und transparente Projektsteuerung ab 2014
Mitte August 2013 wurde bekannt, dass die Leuphana Universität Lüneburg eine komplette Neuordnung ihres „Veranstaltungsmanagements“ plant. Betroffen ist zum einen das neue Zentralgebäude, zum anderen die zur Uni-Liegenschaft gehörende Vamos Kulturhalle (Pächter ist der ausgegliederte Verein „Campus e.V.“ bzw. dessen Campus Management GmbH). Eine entsprechende europaweite Ausschreibung wurde Mitte August 2013 vorbereitet. Sie zielt auf ein möglichst geschlossenes Konzept aus einer Hand ab. Damit knüpft die Uni an Pläne von Privat-Public-Partnership Lösungen an, die 2010 nach öffentlicher Kritik wieder verworfen wurden.
Dieses Konzept sieht zunächst die Suche nach einem Betreiber für Mensa und Cafeteria sowie für Reinigungsdienstleistungen für das neue Zentralgebäude vor. Die heutige Mensa der Universität wird vom öffentlich-rechtlichen Studierendenwerk OstNiedersachsen betrieben. Die Cafeteria im Hörsaalgebäude wurde schon vor einigen Jahren an einen privaten Pächter vergeben. Der Betrieb der sogenannten „multifunktionalen Flächen“ des neuen Zentralgebäudes für Aufführungen, Feste oder Konzerte soll nach Willen der Hochschulleitung Spoun und Keller ebenfalls in den Händen eines neuen privaten Partners liegen. Die Universität beabsichtigt, den Betrieb der Vamos Kulturhalle im Rahmen der Ausschreibung neu zu vergeben und idealerweise in das neue Konzept zu integrieren. Eine wesentliche Voraussetzung im Verfahren wird die Vorlage eines Konzeptes sein, das die Integration des Veranstaltungsmanagements von Zentralgebäude und Kulturhalle untersucht und für die Universität eine wirtschaftliche Lösung bietet. Eine Verlängerung des Pachtvertrags mit dem Vamos-Betreiber Campus Management GmbH war bereits 2012 ausgeschlossen worden. Der Pachtvertrag läuft am 31. Dezember 2015 aus. Starten soll das neue Veranstaltungsmanagement am 1. Januar 2016.
Der gemeinsame Betrieb aller Veranstaltungsflächen könne, so die Universität, im Verbund mit dem neuen Zentralgebäude zu erheblichen Synergien führen. Die Uni hatte eine Markterkundung im Vorfeld der europaweiten Ausschreibung in Auftrag gegeben, die diese Erwartung bestätigte.
Mitte Oktober 2013 gab die Universität bekannt, der Nachfinanzierungsbedarf für das Zentralgebäude belaufe sich auf Mehrkosten von 7,5 Millionen Euro netto gegenüber der ursprünglichen Planung. Einem Betrag, für den die Universität eine Risikovorsorge getroffen habe. Der Nachfinanzierungsbedarf resultierte unter anderem aus einem gegenüber dem Planungszeitpunkt gestiegenen Baukostenindex. Zur Deckung dieser Mehrkosten will die Universität im Rahmen der Immobilienbewirtschaftung durch PPP (Europaweite Ausschreibung des Gebäudemanagements) Geld einsparen. Das von einem Wirtschaftsprüfer aufbereitete Finanzierungskonzept soll den zuständigen Stellen des Landes vorgelegt werden.
Das Resultat, der Prüfbericht der Oberfinanzdirektion (OFD) zu den Baukosten des Zentralgebäudes lag dem Niedersächsischen Ministerium für Wissenschaft und Kultur (MWK) Anfang Februar 2014 vor. „Die von Kritikern des Projektes geäußerten Bedenken haben sich leider bestätigt“, erklärte Ministerin Gabriele Heinen-Kljajić zu dem Ergebnis. Nach Prüfung der Mehrkosten kam die OFD zu dem Ergebnis, dass die 2011 angegebenen Baukosten von knapp 58 Millionen Euro von vornherein unrealistisch gewesen seien. Von der 2013 von der Hochschule eingeräumten Baukostensteigerung von 18 Millionen Euro sind elf Millionen Euro auf eine sogenannte Unterveranschlagung zurückzuführen. Das heißt, die Kosten sind von Beginn an zu gering angesetzt worden. (Pressemitteilung des MWK)
Zusätzlich zur derzeitigen Baukostenschätzung in Höhe von 76 Millionen Euro hatte die OFD eine Risikobetrachtung vorgenommen. Die OFD gab die Risiken mit rund 15 Millionen Euro an. Zu diesen möglichen Risiken zählt sie beispielsweise noch unbekannte Planungsschwächen oder Kostensteigerungen beim Rohbau. Die Gesamtkosten für das Zentralgebäude könnten demnach auf 91 Millionen Euro steigen.
„Wir schaffen die erforderliche Klarheit, machen die Risiken transparent und erarbeiten damit erstmals eine realistische Entscheidungsgrundlage“, sagte Heinen-Kljajić. Durch Auflagen sollten Risiken minimiert werden. Das MWK forderte das Leuphana-Präsidium auf, eine professionelle Projektsteuerung zu beauftragen. Der Stiftungsrat solle seine Aufsichtspflicht stärker wahrnehmen als bisher. Dazu wurde ein „Controlling-Beirat“ beim Stiftungsrat der Universität in Lüneburg eingerichtet. Das Ministerium erklärte, es selbst und die OFD werden weiterhin an den Baubesprechungen teilnehmen. Alle Einsparpotenziale müssten ausgeschöpft werden. Weitere Auflagen könnten sich nach Abschluss der Prüfungen ergeben.
Heinen-Kljajić sagte: „Der 2011 erfolgte Verzicht auf eine Projektsteuerung und auch das mangelnde Controlling waren schwere Fehler“.

### Rücktrittsforderung an das Präsidium
Sofortiger Rücktritt oder aber Abwahl des Präsidiums forderten 24 ehemalige Studierende der Leuphana Universität Lüneburg in einem offenen Brief. Alle Unterzeichner des Briefes haben hochschulpolitische Ämter innegehabt, waren Sprecher des AStA oder studentische Senatoren. Die Unterzeichner wollten laut NDR, dass der immer teurer werdende Bau des Zentralgebäudes der Universität mit Konsequenzen verbunden ist. In dem dreiseitigen Brief warfen sie Spoun und Keller fachliche Inkompetenz und Überforderung vor. Mit den letzten Kostenschätzungen von etwa 91 Millionen Euro für den Bau und den damit entstehenden Mehrkosten von etwa 33 Millionen Euro sei ein Rücktritt von Spoun und Keller nun unausweichlich.
Die Kritik am Stiftungsrat wurde von dem ehemaligen Lüneburger Professor Matthias von Saldern zeitgleich bestätigt. Er war über Jahre selbst Mitglied des für wichtige Entscheidungen verantwortlichen Gremiums. Im März 2014 verließ er die Universität. In einer E-Mail an Kollegen schrieb er: "Aus meiner persönlichen Sicht hat sich das Gremium durch zu große Nähe zum Präsidium selbst entmachtet, was auch Mit-Ursache der Probleme ist, vor denen die Universität heute steht."
Die zehnmonatigen Ermittlungen wegen des Verdachts auf Untreue und Korruption gegen Holm Keller durch die Staatsanwaltschaft Stade wurden im April 2014 eingestellt, da sich die Verdachtsmomente nicht erhärtet hatten. Sascha Spoun nahm dies als Hinweis, dass das Handeln der Universitätsleitung gut und fehlerfrei war. Er sagte der Landeszeitung: “Die abschließende Aufklärung aller im Zusammenhang mit dem neuen Zentralgebäude erhobenen Anschuldigungen hat zum erwarteten Ergebnis geführt, dass unser Vorgehen rechtlich nicht zu beanstanden ist. Damit sind nun alle immer wieder erhobenen Vorwürfe vom Tisch. Die Hexenjagd ist vorbei.”

## Ermittlungen der EU-Betrugsbekämpfung OLAF

### Chronologie der Ermittlungen
Das Europäische Amt für Betrugsbekämpfung (Office Européen de Lutte Anti-Fraude – OLAF) als Behörde der Europäischen Kommission untersuchte erstmals im November 2011 vor Ort, die korrekte Verwendung der EU-Zuschüsse. Was allerdings genau der Anlass der Ermittlungen war, sagten OLAF-Vertreter mit Verweis auf die laufenden Ermittlungen nicht.
Im März 2012 fragte OLAF bei dem niedersächsischen Landtagspräsidenten Hermann Dinkla an und bat, in die vertraulichen Protokolle der Sitzungen des Landtags-Wissenschaftsausschusses Einblick nehmen zu können. Außenstehenden steht dies eigentlich nicht zu. MdL Victor Perli (Die Linke) befürwortete allerdings „umfassende Zugangsrechte“ für die EU-Prüfer von OLAF.
Die Hannoversche Allgemeine Zeitung ging davon aus, dass die OLAF-Beamten vor allem drei Punkte prüften: Daniel Libeskind als Architekt des Gebäudes kam nicht über eine Ausschreibung an seinen Auftrag, sondern durch seine Eigenschaft als Professor der Leuphana. Dies könnte eine Umgehung von Vorschriften sein. Sicher ging es auch darum, ob die Auftragsvergabe an Unternehmen ordnungsgemäß lief. Daneben prüfe OLAF ob die Projekte des sogenannten „Innovationsinkubators“ (mit dem die EU ein Projekt zur Verzahnung von Wirtschaft und Wissenschaft in Lüneburg fördert), da diese zu wolkig und zu wenig konkret seien.
Herbst 2011 ging die Staatsanwaltschaft Verden Unregelmäßigkeiten rund um den Libeskind-Bau nach. Aber mangels hinreichenden Tatverdachts sei damals kein Ermittlungsverfahren eingeleitet worden, erklärte ein Sprecher der Staatsanwaltschaft dem Weserkurier.
Im Juni 2012 dementierte die Universitäts-Leitung die „permanente(n) Gerüchte um eine Verbindung dienstlicher und privater Interessen des hauptberuflichen Vizepräsidenten Holm Keller“. Sie entbehrten „jeder Grundlage“. Mit dem Beginn der operativen Geschäftsaufnahme im Jahr 2008 habe Keller die Funktion als Geschäftsführers der Firma proportion aufgegeben. Seine Nebentätigkeiten seien vom Stiftungsrat der Universität und vom Niedersächsischen Wissenschaftsministerium geprüft und genehmigt worden und bewegten sich innerhalb des rechtlich vorgesehenen Rahmens. Sie stünden in keiner Beziehung zu seiner Tätigkeit als hauptberuflicher Vizepräsident.
Die Zentralstelle für Korruptionsstrafsachen der Staatsanwaltschaft Verden nahm Ende Juni 2013 Ermittlungen wegen des Vorwurfs der Untreue auf gegen Holm Keller auf. Ein entsprechendes Verfahren gegen den Vizepräsidenten wurde eingeleitet und zur weiteren Bearbeitung an die hierfür zuständige Wirtschaftszentralstelle der Staatsanwaltschaft Stade abgegeben. Dort wird gegebenenfalls auch Hinweisen für einen Subventionsbetrug nachgegangen.

### Ermittlungsbericht von OLAF
Im Frühjahr 2013 stellte OLAF seinen Untersuchungsbericht fertig. Die möglichen Verstöße bei der Verwendung der Mittel wurden von den EU-Prüfern aufgedeckt, betreffen jedoch auch den größeren Finanzanteil der Landes- und Bundesmittel.
Der Abschlussbericht von OLAF wurde im Niedersächsischen Landtag am 30. Mai 2013 diskutiert. In dem Bericht listen die Prüfer vier konkrete Verstöße gegen Vergabe- und Förderrichtlinien der EU auf:
1. Die Leuphana-Universität hat laut OLAF in der Planungsphase für das Audimax ihre Ausschreibungspflicht verletzt.
2. Die Universität hat Regeln eines ordnungsgemäßen Vergabeverfahrens nicht eingehalten.
3. Sie hat Aufträge unzulässigerweise gestückelt.
4. Andere Aufträge wurden freihändig vergeben.

Für diese Verstöße stuft das Amt 192.397,50 Euro an veranschlagten EU-Mitteln als „nicht förderfähig“ ein.
Die Brüsseler Behörde zweifelt auch den Gesamtzuschuss aus Brüssel von 10,4 Millionen Euro an. In dem Bericht heißt es: „Die Kosten für den Bau des neuen Zentralgebäudes sind möglicherweise nicht vollständig gedeckt, und der Bau entspricht möglicherweise nicht den Kriterien der Wirtschaftlichkeit und Sparsamkeit“. Zudem rügen sie unterschiedliche Flächenangaben in den verschiedenen Unterlagen. OLAF mahnte Untersuchung anderer Dienststellen der EU-Kommission an. Zum Zeitpunkt der Veröffentlichung nahmen weder die Leuphana Universität noch Wissenschaftsministerin Gabriele Heinen-Kljajic (Grüne) Stellung zu dem Bericht.
Detailliert geht OLAF mit dem Konstrukt der Berufung des New Yorker „Stararchitekten“ Daniel Libeskind zum Leuphana-Professor ins Gericht. Schon vor dessen Anstellung im Juni 2007 hatte laut OLAF ein Entwurf des Zentralgebäudes existiert; die Uni habe den Lehrposten eigens und mit Billigung des damals CDU-geführten Wissenschaftsministeriums unter der späteren Bundesbildungsministerin Wanka auf Daniel Libeskind „zugeschnitten“, um dessen Pläne später ohne Ausschreibung realisieren und seine Architektentätigkeit im Rahmen der Lehrtätigkeit als „Eigenleistung“ der Uni verschleiern zu können. Hier sei „ein klarer Umgehungscharakter zu erkennen“. Merkwürdig erscheint OLAF in dem Bericht dabei ein Seminar für Lüneburger Studenten in New York im Jahr 2007. Ihnen sei „vorgegaukelt“ worden, noch Ideen für den tatsächlich schon durchgeplanten Neubau erbringen zu können. Damit wurden auch die eigenen Studenten von der Uni-Leitung getäuscht.
Weitere Unklarheiten gab es bei der Vergütung Libeskinds: 90.000 Euro jährlich verdiente er für seine nebenberufliche W-3-Professorenstelle. Dabei leistete er lediglich sechs bis zehn Lehrveranstaltungen pro Jahr. Zusätzlich schloss Leuphana mit Libeskind einen Vertrag über 200.000 Euro für „baukünstlerische Begleitung“, obwohl diese doch von der Lehrtätigkeit hätte abgedeckt werden sollen. OLAF sieht in dem beicht<?> auch Hinweise, „dass es möglicherweise zu Versuchen gekommen ist, über Umwege Zahlungen an Daniel Libeskind zu leiten“ wie zum Beispiel über beteiligte und befreundete Architektenbüros. Wegen dieser Vorgänge um Anstellung und „sporadische Lehrtätigkeit“ könnten sich „Hinweise auf eine mögliche Vorteilsnahme im Amt oder auf Untreue ergeben“, folgert die Behörde. OLAF hat selbst keine juristische Handhabe, aber übermittelte die relevanten Aspekte der zuständigen deutsche Justizbehörde, der Staatsanwaltschaft Verden, welche 2011 schon ersten Hinweisen nachgegangen war, aber kein Ermittlungsverfahren eingeleitet hatte.
OLAF beschreibt deutlich Holm Kellers frühere Verbindungen zur Firma Rheinzink, welche die Außenhülle des neuen Zentralgebäudes als Sponsoring-Leistung erbringen will. Außerdem nehmen in dem Bericht Kellers Geschäftsverbindungen zu Libeskind breiten Raum ein. Der Uni-Vizepräsident und der Stararchitekt hatten danach gemeinsam den Vertrieb von Luxus-Fertighausvillen im Libeskind-Stil geplant. Die Firma „proportion“ wurde zwar Ende 2011 aufgelöst. Für die EU-Prüfer ist es hier wie bei Rheinzink aber „zu Interessenkonflikten“ gekommen.
Im Mai 2013 war die Finanzierung des Baus Thema einer Anfrage im Niedersächsischen Landtag. Eine SPD-Anfrage wollte wissen, wer die Finanzierungsrisiken übernimmt, wie wirksames Finanzcontrolling, EU-rechtskonforme Ausschreibungen und wirksame Korruptionsprävention sichergestellt werden. Und sie fordert mehr Transparenz und Kommunikation zwischen Uni und Land. Die seit 2013 amtierenden Grünen Wissenschaftsministerin lag zu dem Zeitpunkt bereits der Bericht der Agentur OLAF vor, in dem es laut Landeszeitung heißt: „Die Kosten für den Bau des neuen Zentralgebäudes sind möglicherweise nicht vollständig gedeckt und der Bau entspricht möglicherweise nicht den Kriterien der Wirtschaftlichkeit und Sparsamkeit.“ Ausführlich beschäftigt sich der OLAF Bericht nicht nur mit der Förderung und der Auftragsvergabe, sondern auch mit der Rolle von Uni-Vizepräsident Holm Keller, mit den Beziehungen zu Architekt Libeskind und Sponsoren. OLAF spricht hierbei von Interessenkonflikten.

### Reaktion der Universitätsleitung
Der niedersächsische Landesrechnungshof konnte laut einer Prüfmitteilung Anfang Mai 2013 Beraterverträge in vielen Punkten nicht nachvollziehen. Laut einer internen Prüfmitteilung hatte der Landesrechnungshof 21 Verträge über insgesamt 1,2 Millionen Euro unter die Lupe genommen. Die Universitätsleitung der Leuphana-Universität wies diese Vorwürfe aus der Prüfmitteilung zurück. In einer Stellungnahme teilte sie mit: "Die (von der Stiftung) abgeschlossenen Verträge sind sachlich begründet und sowohl von der Vergabe als auch von der Abwicklung her völlig korrekt entsprechend geltender Regelungen durchgeführt worden."
Die Universitätsleitung unter deren Präsident Sascha Spoun beschwerte sich nach der Diskussion um den OLAF-Bericht im Landtag darüber, dass zwar Medien eine Vorabfassung des Berichts zugänglich gemacht worden sei, ihr aber nicht. Die Universitätsleitung dementierte die Zahl des Honorars von Professor Daniel Libeskind in Höhe von 90.000 Euro jährlich. Tatsächlich habe Daniel Libeskind zu keinem Zeitpunkt persönliche Professorenbezüge von mehr als 50.000 Euro brutto pro Jahr erhalten. Das damalige CDU-geführte Niedersächsische Ministerium für Wissenschaft und Kultur habe die Professur zeitweise mit 90.000 Euro pro Jahr gefördert. Davon wären jedoch ca. 40.000 Euro auf die Ausstattung mit Sach- und Personalmitteln entfallen.
Am 7. Juni 2013 gab die Pressestelle der Universität Lüneburg bekannt, dass die Leitung eine achtmonatige Verlängerung des Durchführungszeitraums für den Bau des neuen Zentralgebäudes bei der Niedersächsischen Landesregierung beantragen wird. Dies hatte der Stiftungsrat der Hochschule auf seiner ordentlichen Sitzung 2013 beschlossen. Außerdem hat das Aufsichtsgremium festgestellt, dass die im Hinblick auf gestiegene Baukosten für das Gebäude getroffene Vorsorge ausreichend sei und dafür ein schlüssiges Finanzierungskonzept vorliege. Der Stiftungsratsvorsitzende Volker Meyer-Guckel wertete das als wichtigen Schritt zur Sicherstellung des Projekts Zentralgebäude.

## Umsetzung

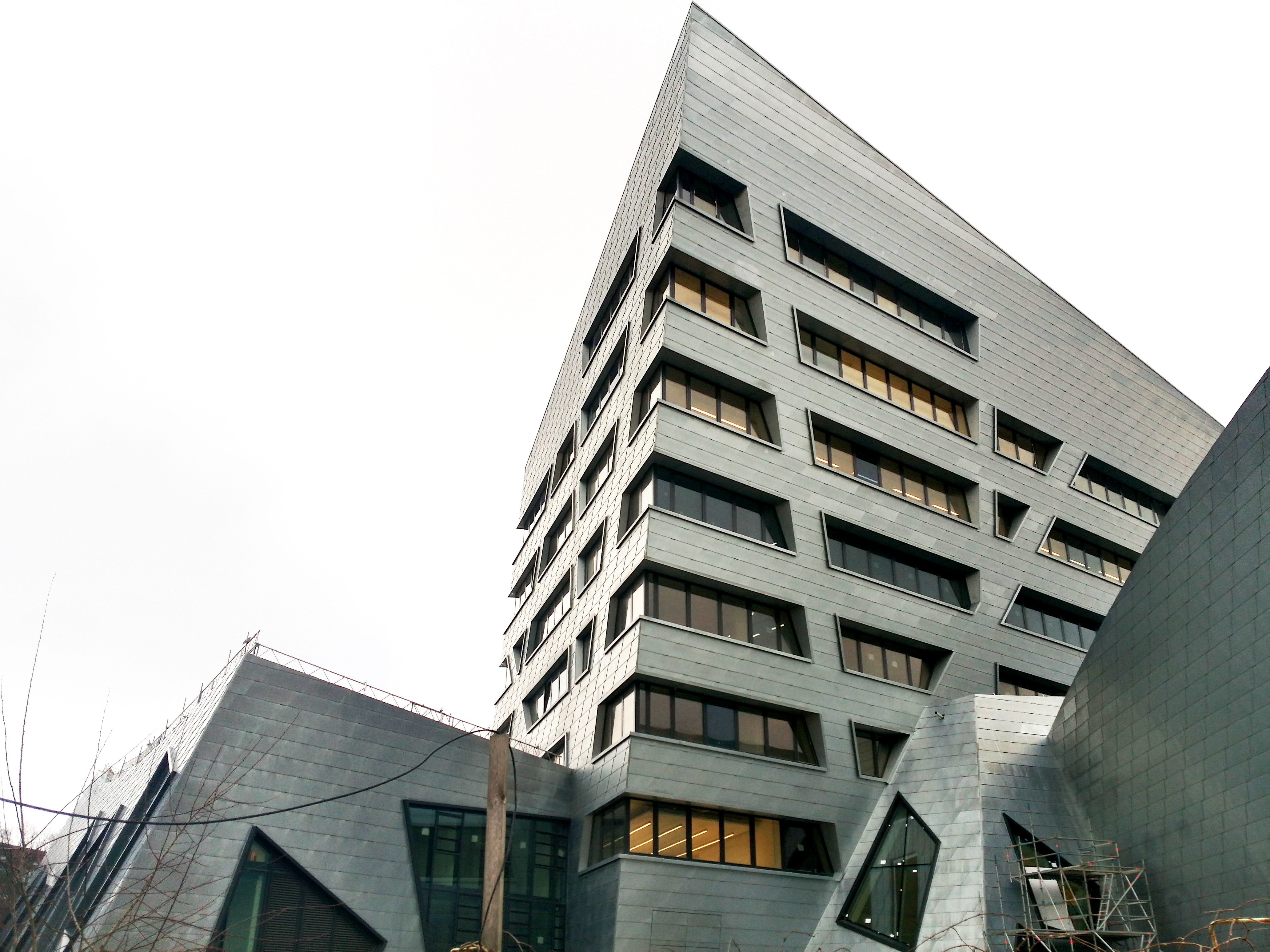
Zentralgebäude von Außen

Das Gebäude wird achtgeschossig und hat eine Gesamtnutzfläche von rund 13.000 Quadratmetern. Auf einer Grundfläche von 4.700 m² sollen 110.000 Kubikmeter umbauter Raum entstehen. Die Uni wird die Hälfte des Gebäudes beanspruchen: 2.800 Quadratmeter Fläche sind für das Studierendenzentrum mit einem Seminartrakt und einem Auditorium maximum vorgesehen.
Am 8. Mai 2011 wurde der Grundstein für den Bau gelegt. Bei der Feier dazu sagte der Architekt Libeskind, das Gebäude sei ein von einem Symbol des Wandels für Jugend, Bildung und Menschlichkeit. Das Gebäude eröffne "neue Wege des Zusammenspiels von Disziplinen, Gelehrten, sozialen Räumen, Präsentationsräumen und Ebenen des Kontemplativen". Im Frühjahr 2012 begannen die Aushubarbeiten für das Gebäude. Zunächst wurde auf einer Fläche von 5500 Quadratmetern das Erdreich bis zu sieben Meter tief ausgehoben. Dann folgte das durchschnittlich 60 Zentimeter dicke Fundament.
Parallel zu den Bauarbeiten für das Audimax wurde 2011 ein zweistöckiges Parkhaus auf dem Campus errichtet, um die Parkplatzsituation zu entlasten. Bei diesem Bau kam es zu gravierenden Baumängeln, u. a. entstanden mehrere Risse in der Decke. Im März 2012 konnte es noch nicht genutzt werden.
Am 3. Juli 2012 hat die Universität nach einem europaweiten Ausschreibungsverfahren den Vertrag für den Rohbau des Zentralgebäudes in Höhe von mehr als 15 Mio. Euro mit einer niedersächsischen Bietergemeinschaft geschlossen. Die Arbeiten am Fundament für das Bauteil Auditorium liefen im August 2012 an. Bis zum Herbst 2013 sollten die Rohbauarbeiten abgeschlossen sein.
Das Richtfest für den Gebäudeteil „Audimax“ war für den 11. Januar 2013 vorgesehen. Das neue Zentralgebäude sollte zunächst an Ostern 2014, nach späteren Planungen bis Ende des Jahres 2014 fertiggestellt sein. Das Richtfest für das gesamte Zentralgebäude war am 19. Januar 2015. Die Inbetriebnahme erfolgte im ersten Quartal 2017. Am 11. März wurde es mit einer Eröffnungsfeier eingeweiht. Weitere Auftaktveranstaltungen wurden für die Eröffnungsphase von März bis Oktober 2017 eingeplant.  Für den Raum der Stille fand eine eigene Eröffnungsfeier am 2. Juni 2017 statt. Zu dieser waren Vertreter christlicher Religionen, des Judentums und des Islams sowie eine Vertreterin der Bahai eingeladen.

## Kosten und Finanzierung
Die Kosten für das Gebäude wurden im Juli 2012 mit 57,7 Millionen Euro angegeben. Zu diesem Zeitpunkt sah das ursprüngliche Finanzierungs-Modell wie folgt aus:
- Zum Stand 2012 stellte das Land Niedersachsen 21 Millionen Euro
- die Europäische Union 14 Millionen,
- die Stadt Lüneburg und Landkreis Lüneburg zusammen sieben Millionen,
- das Bundeswirtschaftsministerium zwei Millionen.

Daneben haben sich die Klosterkammer Hannover, die katholische und evangelische Kirche und die jüdischen Gemeinden für bereit erklärt, das Gebäude mit zu finanzieren. Ein «Raum der Stille» im Audimax soll Angehörigen der Weltreligionen für Gottesdienste, Begegnungen und Einkehr dienen.
Teilweise halten niedersächsische Landespolitiker den Bau für ein Luftschloss, weil die Finanzierung nicht gesichert sei. 2010 sagte ein Uni-Sprecher dem Spiegel dagegen, die Finanzierung des Baus sei gesichert.
Im Mai 2013 stellte sich heraus, dass das Audimax nach Erkenntnisstand zu diesem Zeitpunkt rund sieben Millionen teurer wird und sich damit um mehr als zehn Prozent der geplanten Bausumme auf 64,7 Millionen Euro verteuert. Im August 2013 wurde laut NDR davon ausgegangen, dass sich die Fertigstellung von Oktober 2014 auf August 2015 verschieben wird und das Gebäude bis zu 15 Millionen Euro teurer werden könnte. Damit lägen die Baukosten bei 72,7 Millionen Euro.
Die Uni hatte mit der Stadt Lüneburg und dem Kreis Lüneburg in einer gemeinsamen Rahmenvereinbarung am 19. April 2007 als erste Maßnahme beschlossen, dass „die Zahl der in Lüneburg eingeschriebenen … Studierenden mittelfristig – nach kurzfristiger Konsolidierung – deutlich wachsen soll“. Bestandteil dieser Vereinbarung war auch eine vorbehaltliche Finanzzusage von bis zu 7 Millionen Euro für die Finanzierung des Audimax. Uni-Präsident Sascha Spoun sagte im Interview mit der Lüneburger Landeszeitung für die Lüneburger Heide 2012, er halte die derzeitige Zahl von 6000 bis 7000 Studierenden (2012) an der Uni für „absolut sinnvoll“, 10.000 hingegen für „fatal“. Teile der Regional-Politik sehen einen Vertragsbruch und kritisieren damit die Zuschüsse aus der Stadt- und Kreiskasse.
Karlheinz Fahrenwaldt, Fraktionsvorsitzender der Linken im Kreistag Lüneburg sagte in diesem Zusammenhang: „Das Audimax hingegen braucht niemand! Die Uni sollte in die Köpfe investieren, nicht in Beton!“
Bei einem Besuch im Zentralgebäude am 29. November 2017 sagte der neue niedersächsische Wissenschaftsminister Björn Thümler zur Finanzierung: „Bei der Amtsübergabe [Thümlers] bestand Einigkeit darüber, dass dies [die Kostenübernahme bei der Finanzierung des Zentralgebäudes] über das Finanzministerium und die Hochschule finanziert wird.“

## Nutzung
Das Auditorium maximum mit Raum für bis zu 1200 Personen wird von der Uni – beispielsweise für die „general studies“ Veranstaltungen des Leuphana College – genutzt werden. Gleichzeitig wird das Gebäude von der Stadt als Veranstaltungshalle genutzt.
Das Zentralgebäude wird außerdem ein Forschungs-, ein Studierenden- und ein Seminarzentrum beherbergen.

## Kritik
Der Libeskind-Bau wird von Studentenvertretern, Teilen der Professorenschaft und Landespolitiken kritisiert.
- Studentenvertreter bezeichneten den Bau als „nicht zweckmäßig“. Die Uni-Leitung reduzierte trotz landesweit steigender Bewerberzahlen seit 2006 die Zahl der Studierenden von ca. 9500 auf heute knapp 7000, um ein besseres Betreuungsverhältnis zu erreichen und den Eliteanspruch der Hochschule zu untermauern. Gleichzeitig wird ein Auditorium maximum für 1200 Studenten gebaut.
- Die Pläne sahen ursprünglich vor, zusammen mit Partnern aus der Privatwirtschaft auch ein Hotel und Parkplätze auf dem Campus zu errichten (Public-Private-Partnership, PPP). Einen privaten Investor mit Nutzungsrechten auf dem Uni-Gelände sahen Studentenvertreter und die Grünen im niedersächsischen Landtag kritisch. 2010 verabschiedete sich die Uni-Leitung von Plänen des PPP.[34]
- Da die Uni für den Libeskind-Bau auch selbst Geld beisteuern muss, verkaufte sie Grundstücke und Gebäude. So sollten etwa neun Millionen Euro zusammenkommen. Bei den Verkäufen handelte es sich unter anderem um einen Neu- und einen Altbau, in dem bis dahin die Fakultät III für Technik, die kurz vor dem Verkauf der Wirtschaftsfakultät eingegliedert worden war, untergebracht war. Die Fakultät III beinhaltete die Studiengänge Informatik Produktions- und Automatisierungstechnik.
- Die Auslastung des Gebäudes wird von verschiedenen Seiten angezweifelt. Für Konzerte in den Dimensionen Lüneburgs bot die Kulturhalle Vamos bisher genügend Raum.
- Von Kritikern wurde angemerkt, dass der die Finanzen der Universität kontrollierende Stiftungsrat mehrheitlich die Politik der Universitätsleitung Spoun unterstützt und deshalb keine unabhängige Kontrollinstanz sei. Das ebenfalls für die Kontrolle der Universität zuständige Wissenschaftsministerium des Landes Niedersachsen finanziert das Gebäude mit und wies unter Ministerin Wanka jeden Zweifel an formalen wie inhaltlichen Bestandteilen des Projekts zurück. Damit hätte es zu Baubeginn außer dem Landesrechnungshof keine unabhängige Prüfinstanz für die Verwendung öffentlicher Gelder gegeben. Die öffentliche Hand finanziert mit insgesamt 30 Millionen Euro dieses Projekt aus Steuergeldern.

### Presse
- Andrea Jeska: Der Über-Bau: Auf 100 Millionen Euro könnten die Kosten für die neue Lüneburger Uni steigen. Besuch bei einem kampferprobten Vizepräsidenten. In: Die Zeit. 24. Juli 2014, aktualisiert am 7. August 2014.
- Stadt und Uni unterzeichnen Audimax-Vertrag. In: Hamburger Abendblatt. 5. März 2011. (kostenpflichtig)

### Politisch
- AStA 2.0 – Campusentwicklung, Zeitung des AStA der Universität Lüneburg zum Gebäude mit zahlreichen Presseberichten und Hintergründen vom 13. September 2010 (PDF; 2,7 MB)
- Audimax Finanzierung und Nutzungsvereinbarung, Anfrage zur Sitzung des Rates der Stadt Lüneburg am 29. Oktober 2009 durch die Fraktion Die Linke. In: Die Linke. 22. Oktober 2009. (PDF; 50 kB)
- Grüne und Linke stellen neue Fragen zum Audimax. In: Hamburger Abendblatt. 10. September 2011. (kostenpflichtig)